# Endorphine
Endorphine – drugi album zespołu Skangur, wydany w 2009 roku.

## Lista utworów
1. Psycho Disco
2. Piosenka nr 13
3. Party u snobów
4. Hej Kochanie
5. Wciąż nie znam wroga
6. Dla Naszych Dziewczyn
7. Nadal jestem
8. Pamiętaj
9. Matrix
10. O czym marzysz?
11. Na nasłuchu
12. Wśród setek miejsc

## Muzycy
- Adam Kozłowski - gitara
- Sebastian Steć - saksofon
- Piotr Chłopek - puzon
- Piotr Łuczyński - trąbka
- Łukasz Halemski - wokal
- Dawid Niziurski - perkusja
- Michał Girguś - gitara
- Paweł Pyzik - gitara basowa